# Magnetischer Fluss
Der Magnetische Fluss (Formelzeichen {\displaystyle \Phi } (Phi)) ist eine skalare physikalische Größe zur Beschreibung des magnetischen Feldes. Er ist – analog zum elektrischen Strom – die Folge einer magnetischen Spannung und fließt durch einen magnetischen Widerstand. Da selbst das Vakuum einen solchen magnetischen Widerstand darstellt, ist der magnetische Fluss nicht an ein bestimmtes „Medium“ gebunden und wird über Feldgrößen beschrieben.

## Allgemeines
Betrachtet man beispielsweise einen kleinen Zylinder aus einem Material mit gegebener magnetischer Leitfähigkeit, an dem eine magnetische Spannung {\displaystyle U_{\text{m}}} (bestimmt durch seine Länge und die magnetische Feldstärke {\displaystyle H}) anliegt, so stellt sich ein Strom proportional zu seiner Querschnittsfläche ein. Analog zum elektrischen Widerstand definiert man so den magnetischen Widerstand {\displaystyle R_{\text{m}}} und kommt zu dem Zusammenhang:
{\displaystyle \Phi ={\frac {U_{\text{m}}}{R_{\text{m}}}}}
Herrscht beispielsweise im einfachsten linearen, homogenen Fall zwischen den mit dem Abstand {\displaystyle d} zueinander befindlichen Polschuhen eines Magneten die magnetische Feldstärke {\displaystyle H}, so herrscht entlang der Strecke {\displaystyle d} die magnetische Spannung:
{\displaystyle U_{\text{m}}=H\cdot d}
Durch diese magnetische Spannung bildet sich zwischen den Polschuhen der magnetische Fluss aus. Seine Größe hängt ab vom magnetischen Widerstand des zwischen den Polschuhen befindlichen Materials (bzw. des leeren Raumes). Der magnetische Widerstand ist dabei gebunden an die magnetische Leitfähigkeit des Materials als Stoffkonstante bzw. an die magnetische Leitfähigkeit des leeren Raums als Naturkonstante, so wie ein ohmscher Widerstand an die Stoffkonstante der elektrischen Leitfähigkeit des Widerstandsmaterials gebunden ist.
Im Regelfall arbeitet man in der Feldtheorie nicht mit dem magnetischen Fluss, den man nur einer bestimmten Fläche im Raum zuordnen kann, nicht aber diskreten Feldpunkten: Es existiert keine Funktion {\displaystyle \Phi (x,y,z)}, wobei {\displaystyle x}, {\displaystyle y}, {\displaystyle z} Ortskoordinaten bezeichnen; d. h. der magnetische Fluss ist kein Skalarfeld. Zeichnerisch wird der magnetische Fluss daher als eine Art „Röhre“ (Flussröhre) dargestellt.
Um diese Schwierigkeiten zu vermeiden, wird statt mit dem magnetischen Fluss meist mit der vektoriellen Größe der magnetischen Flussdichte {\displaystyle {\vec {B}}} gearbeitet. Sie ist mit dem magnetischen Fluss durch eine orientierte Fläche {\displaystyle {\vec {A}}} wie folgt verknüpft:
{\displaystyle \Phi =\int \limits _{A}{\vec {B}}\cdot \mathrm {d} {\vec {A}}}.

## Besondere Fälle
- Falls das magnetische Feld homogen und die Fläche nicht gekrümmt ist, so ist der magnetische Fluss gleich dem Skalarprodukt aus magnetischer Flussdichte und dem Flächenvektor {\displaystyle {\vec {A}}} (Normalenvektor der Fläche):
{\displaystyle \Phi ={\vec {B}}\cdot {\vec {A}}}
- Da das magnetische Feld quellenfrei ist, sind die Linien der magnetischen Flussdichte immer in sich geschlossen. Dies wird in den Maxwell-Gleichungen ausgedrückt durch:
{\displaystyle \nabla \cdot {\vec {B}}=0}

Da außerdem nach dem Integralsatz von Gauß gilt:
{\displaystyle \Phi =\oint \limits _{\partial V}{\vec {B}}\cdot \mathrm {d} {\vec {A}}=\int \limits _{V}\nabla \cdot {\vec {B}}\;\mathrm {d} V\,},
ist der magnetische Fluss durch eine geschlossene Oberfläche eines Raumsegmentes immer Null.

## Verketteter Fluss, Verkettungsfluss, Induktionsfluss

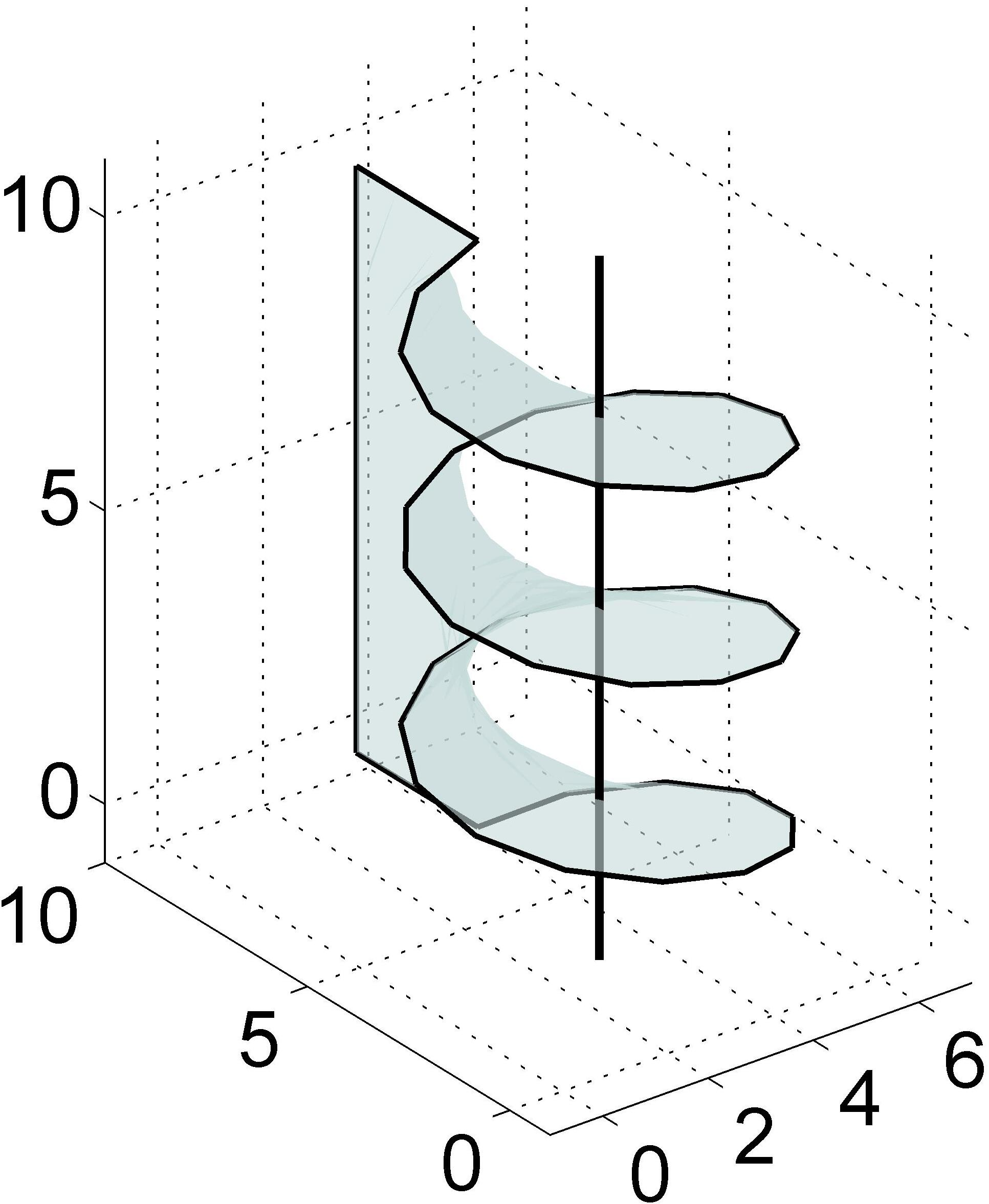
Fläche einer Spule mit drei Windungen

Als verketteter Fluss {\displaystyle \Psi } (auch Verkettungsfluss, Induktionsfluss, Flussverkettung oder Spulenfluss) wird der gesamte magnetische Fluss einer Induktivität bzw. Spule bezeichnet, der sich bei der Integration der magnetischen Flussdichte {\displaystyle B} über die Fläche {\displaystyle A_{v}} ergibt, die durch die Spule samt ihren Zuleitungen gebildet wird:
{\displaystyle \Psi =\int \limits _{A_{v}}{\vec {B}}\cdot \mathrm {d} {\vec {A}}_{v}}
Als Integrationsfläche {\displaystyle A_{v}} kann eine beliebige orientierte Fläche verwendet werden, die von der kurzgeschlossenen Spule berandet wird. Denn da es keine magnetischen Monopolladungen gibt, kommt es bei der Berechnung des Flusses ausschließlich auf die Randlinie, nicht aber auf die genaue Form der Fläche an. Das nebenstehende Bild zeigt eine mögliche Spulenfläche am Beispiel einer Spule mit drei Windungen. Bei einer üblichen Spulenanordnung wird die Fläche von den magnetischen Feldlinien im Spulenkern {\displaystyle N}-mal durchstoßen, wenn das Feld im Kern näherungsweise homogen ist. Dann ergibt sich:
{\displaystyle \Psi \approx N\cdot \Phi _{\text{w}}},
wobei {\displaystyle \Phi _{\text{w}}} der magnetische Fluss durch eine Windung bzw. die Querschnittsfläche des magnetischen Kerns ist.
Anschaulich kann der verkettete Fluss in der folgenden Form beschrieben werden: Die induzierte Spannung in einer einzelnen Windung ergibt sich aus der Änderung des von der einzelnen Windung umschlossenen magnetischen Flusses {\displaystyle \Phi _{\text{w}}}. Wird, wie bei einer Spule, eine weitere Windung in Reihe zur ersten geschaltet, so ergibt sich auch in dieser Windung eine gleich große induzierte Spannung, soweit beide Windungen den gleichen Fluss umfassen. Beide induzierte Spannungen addieren sich aufgrund der Reihenschaltung der Windungen. Bei {\displaystyle N} Windungen für die gesamte Spule ergibt sich somit eine induzierte Spannung proportional zur Änderung von {\displaystyle \Psi }. Diese Gesamtspannung liegt an den Klemmen der Spule an; somit ist der verkettete magnetische Fluss {\displaystyle \Psi } und nicht der einfache magnetische Fluss {\displaystyle \Phi _{\text{w}}} für die Strom-Spannungs-Beziehung und die Induktivität der Spule zu berücksichtigen.
In der elektrotechnischen Literatur hat es sich weitgehend durchgesetzt, den magnetischen Fluss im Magnetkern mit {\displaystyle \Phi } und den magnetischen Fluss durch die von der Spule aufgespannten Fläche mit {\displaystyle \Psi } zu bezeichnen. Die Wahl des unterschiedlichen Buchstabens sollte dabei nicht zu dem naheliegenden Irrtum verleiten, dass es sich beim verketteten Fluss um eine vom gewöhnlichen magnetischen Fluss verschiedene neue physikalische Größe handelt. Denn der verkettete Fluss einer Spule ist physikalisch betrachtet nichts anderes als der gewöhnliche magnetische Fluss, der sich für den Spezialfall einer Spulenfläche ergibt. Die Wahl des neuen Buchstabens ist jedoch dabei nützlich, den Spulenfluss von dem magnetischen Fluss zu unterscheiden, der den Querschnitt des Spulenkerns durchdringt.

## Maßeinheit
Die Maßeinheit des magnetischen Flusses im SI-Einheitensystem ist Weber mit dem Einheitenzeichen Wb. Mit dem Tesla (T) und dem Volt (V) hängt es zusammen über:
{\displaystyle \mathrm {1\;Wb=1\;T\cdot m^{2}=1\;V\cdot s} .}

## Veranschaulichung

Magnetischer Fluss entlang der Achse einer langen, dünnen Zylinderspule.

Während es für den elektrischen Fluss und die dahinterstehende elektrische Ladung {\displaystyle Q} in C (bzw. As) verhältnismäßig leicht fällt, eine anschauliche Vorstellung von ihr zu entwickeln, nämlich die einer entsprechend großen Zahl von Elektronen, fähig, z. B. eine Sekunde lang einen Strom von 1 A aufrechtzuerhalten, fällt das beim magnetischen Fluss, gemessen in Wb (bzw. Vs), weitaus schwerer.
Eine der Möglichkeiten ist es, dazu auf den in manchen (älteren) Lehrbüchern der Physik zu findenden Begriff der Zeitsumme der Spannung bzw. Spannungszeitsumme, in Anlehnung an den Begriff des Kraftstoßes auch Spannungsstoß genannt, zurückzugreifen:
{\displaystyle \Phi =-\int U_{\text{ind}}\cdot \mathrm {d} t}
Zeichnet man nämlich die Induktionsspannung in einer Leiterschleife als Funktion der Zeit auf, zeigt sich, dass die Fläche unterhalb der Spannungskurve bei gleichbleibender Stärke des Erregerfelds stets dieselbe bleibt, egal, wie schnell oder langsam die Flussänderung vonstattengeht. Dementsprechend lautet eine der auf dem Begriff der Spannungszeitsumme fußenden Definitionen des magnetischen Kraftflusses {\displaystyle \Phi } wie folgt:
„Der Kraftfluss durch eine Fläche beträgt 1 Weber […], wenn in einem sie umrandenden Stromkreis bei Verschwinden des Kraftflusses durch die Fläche eine Spannungszeitsumme von 1 V·s induziert wird.“
Umgangssprachlicher formuliert: Ein magnetischer Kraftfluss von 1 Weber (bzw. 1 Vs) ist diejenige „Menge an Magnetismus“, die bei ihrem Verschwinden in dem sie umgebenden Stromkreis eine Sekunde lang eine Spannung von 1 V aufrechtzuerhalten vermag. (Vgl. auch Spannungszeitfläche)

## Magnetisches Flussquant
Bei Quantenphänomenen (z. B. Aharonov-Bohm-Effekt, Quanten-Hall-Effekt, Supraleitung) treten magnetische Flüsse als ganzzahlige oder gebrochenzahlige Vielfache der Konstanten
{\displaystyle {\tfrac {h}{e}}}
auf, also des Quotienten aus Planck-Konstante {\displaystyle h} und Elementarladung {\displaystyle e}.
In Supraleitern zweiter Art ist der magnetische Fluss durch einen Flussschlauch stets
{\displaystyle \Phi _{0}={\frac {h}{2e}}\,},
und beim Josephson-Effekt beträgt die die Josephson-Konstante {\displaystyle K_{\mathrm {J} }={\tfrac {2e}{h}}=1/\Phi _{0}}. Der Faktor 2 untermauert die BCS-Theorie, nach der bei Supraleitung nicht einzelne Elektronen, sondern Elektronenpaare die elementaren Ladungsträger sind.
Nach der Entdeckung dieser Effekte wurde für {\displaystyle \Phi _{0}={\tfrac {h}{2e}}} der Begriff „magnetisches Flussquant“ eingeführt. Diese Definition wird insbesondere vom Committee on Data for Science and Technology (CODATA) verwendet.
Bei anderen Quantenphänomen hingegen ist es teilweise üblich, mit „magnetisches Flussquant“  den Quotienten
{\displaystyle {\frac {h}{e}}}
zu bezeichnen.